# Abismo de Challenger

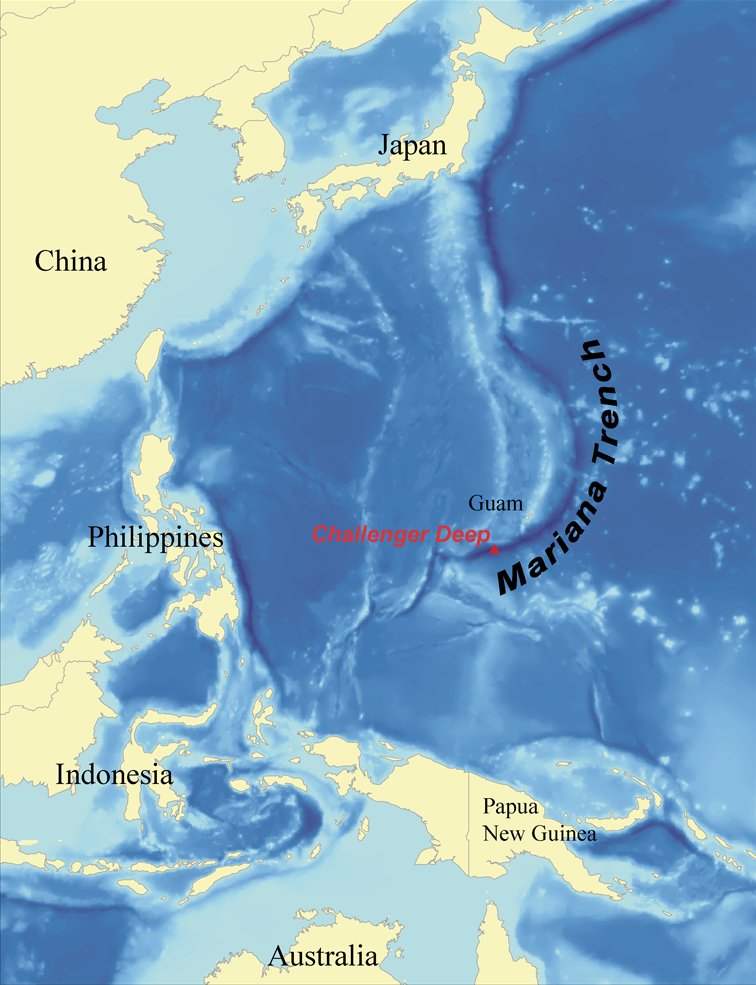
Localización del abismo Challenger.

El abismo Challenger (en inglés: Challenger Deep), llamado también fosa de Challenger o sima de Challenger, es el punto más profundo conocido en la hidrósfera de los fondos marinos de la Tierra, con una profundidad de 10 902 a 10 929 m.
Se encuentra en el océano Pacífico, en el extremo sur de la fosa de las Marianas, cerca del grupo de las islas Marianas. La tierra más cercana es la isla Fais, una de las islas exteriores de Yap, 289 km al suroeste, y Guam, 306 km al noreste. La fosa fue nombrada en honor al barco de la Marina Real Británica HMS Challenger, que participó en el descubrimiento del abismo en 1875.

## Profundidad

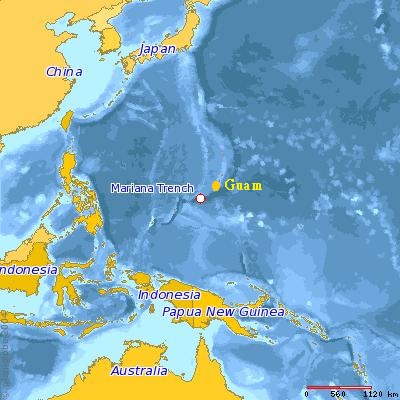
Ubicación en la Fosa de las Marianas.

La presión del abismo es aproximadamente 1095 veces mayor que la de la superficie.
La expedición Challenger (llevada a cabo desde diciembre de 1872 hasta mayo de 1876) fue la primera en sondear las profundidades conocidas hoy como el abismo de Challenger. El primer sondeo fue hecho el 23 de marzo de 1875, en la estación 225. La profundidad registrada en ese momento fue de 4475 brazas inglesas (8184 m), a partir de dos sondeos separados.
El libro de Sir John Murray The Depths of the Ocean (Las profundidades del océano), del año 1912, registra la profundidad del abismo como de 9636 m. Sir John, entonces un hombre joven, fue uno de los científicos de la expedición. La página 131 del libro de Murray se refiere al abismo. Todos los informes originales de la expedición Challenger pueden ser vistos en Internet, en la Biblioteca Challenger.
En 1951, unos setenta y cinco años después de su descubrimiento, la fosa de las Marianas fue explorada por completo por el navío de la Armada Real Británica HMS Challenger, llamado así por el barco de la expedición original. Durante esta travesía, la parte más profunda de la fosa fue medida usando sondeo por eco, una forma mucho más precisa y sencilla de medir la profundidad que el método usado por la expedición original. El HMS Challenger midió una profundidad de 5960 brazas (10 900 m) en las coordenadas 11°19′N, 142°15′E.
El 23 de enero de 1960, el batiscafo suizo Trieste, adquirido por la Armada de los Estados Unidos, descendió al fondo oceánico, tripulado por el oceanógrafo Jacques Piccard (que junto con su padre, Auguste Piccard, diseñó el sumergible usado en el descenso) y el teniente de navío Don Walsh.
En 1984, un navío oceanográfico japonés estudió el fondo con un sónar y calculó la profundidad del abismo en 10 923 metros.
En 2009 se produjo un nuevo descenso al abismo, con el Nereus.
En 2012, el director de cine y explorador James Cameron descendió hasta los 10 898 metros de profundidad en el Deepsea Challenger y se convirtió de ese modo en «la primera persona en descender en solitario al punto más bajo de la Tierra».
En 2019, el estadounidense Victor Vescovo logró el récord de inmersión para un humano, descendiendo a una profundidad de 10 927 metros. Lo hizo a bordo del DSV Limiting Factor, como parte de la expedición Five Deeps ("Cinco profundidades"), que pretendía alcanzar los puntos más profundos de los cinco océanos. Durante el descenso y en el fondo marino se encontró con diversas especies —de las que creyó cuatro eran nuevas—, así como una bolsa de plástico y envoltorios de dulces. Testigo del evento fue Don Walsh, quien descendió en 1960. Semanas después, luego de revisiones de datos batimétricos y sensores, la profundidad fue ajustada a 10 925 metros.
El 8 de mayo de 2020, el batiscafo ruso Vitiaz alcanzó un nuevo récord mundial para un aparato submarino autónomo y no tripulado al posarse a 10 028 metros de profundidad al primer intento. A diferencia de sus antecesores —el japonés Kaiko y el estadounidense Nereus— este es totalmente autónomo, empleando inteligencia artificial para moverse en el fondo marino. El batiscafo colocó un banderín en recuerdo del 75.º aniversario del Día de la Victoria de la Unión Soviética sobre la Alemania nazi en la Segunda Guerra Mundial.
En noviembre de 2020, el submarino chino Fendouzhe alcanzó los 10 909 m y estableció el récord de ese país.